# Stáj
Stáj är en ort i Tjeckien.   Den ligger i regionen Vysočina, i den centrala delen av landet, 120 km sydost om huvudstaden Prag. Stáj ligger 600 meter över havet och antalet invånare är 182.
Terrängen runt Stáj är platt. Runt Stáj är det ganska glesbefolkat, med 35 invånare per kvadratkilometer. Närmaste större samhälle är Jihlava, 16,8 km väster om Stáj. I omgivningarna runt Stáj växer i huvudsak blandskog.